# Universidad Técnica de Ambato
Universidad Técnica de Ambato (UTA) es una universidad pública ecuatoriana, ubicada en la provincia de Tungurahua, cuya sede es la ciudad de Ambato. Es una de las universidades más importantes del centro ecuatoriano y de la ciudad de Ambato. Desde 2012 forma parte de la Red Ecuatoriana de Universidades para Investigación y Postgrados.
La Universidad Técnica de Ambato fue creada el 18 de abril de 1969 según aprobación del Congreso Nacional del Ecuador. Nació con el lema «Educarse es aprender a ser libres» su primera autoridad Principal fue el Doctor Carlos Toro Navas quien presidió la conformación del Primer Consejo Universitario, luego de realizada la primera Asamblea Universitaria un 10 de mayo de 1969. Vicerrector fue designado el economista Víctor Cabrera Guzmán.
La Universidad Técnica de Ambato tiene su antecedente académico en un Instituto Superior fundado por profesionales en la rama de Contabilidad que se creó un 13 de septiembre de 1959. Dicho Instituto se oficializó un 5 de julio de 1963 con sus escuelas de Contabilidad, Gerencia y Técnica Industrial.
La Universidad Técnica de Ambato, se crea mediante Ley n.º 69-05 del 18 de abril de 1969, como una comunidad de profesores, estudiantes y trabajadores.
La Universidad Técnica de Ambato, la primera universidad estatal creada en la zona central del Ecuador, desarrolla sus actividades en su casona ubicada en la ciudadela Ingahurco y en el Campus Huachi en la ciudad de Ambato, así como en el campus Querochaca del cantón Cevallos, Provincia de Tungurahua. En la actualidad, la Universidad cuenta con 10 Facultades divididas en 3 campus.
Sus actuales representantes estudiantiles son Isaac Ortiz Román como presidente de la Feue y Javier Guarnizo Ponce como su vicepresidente.

## Resultados en el Examen de Habilitación Profesional
En la convocatoria de octubre de 2024 del examen administrado por el CACES, la Universidad Técnica de Ambato logró una tasa de aprobación del 88,41 %, con 61 aprobados entre 69 evaluados. Este resultado refleja la preparación académica y el acompañamiento docente que caracteriza a esta institución en la formación médica.